# Sanok SN1

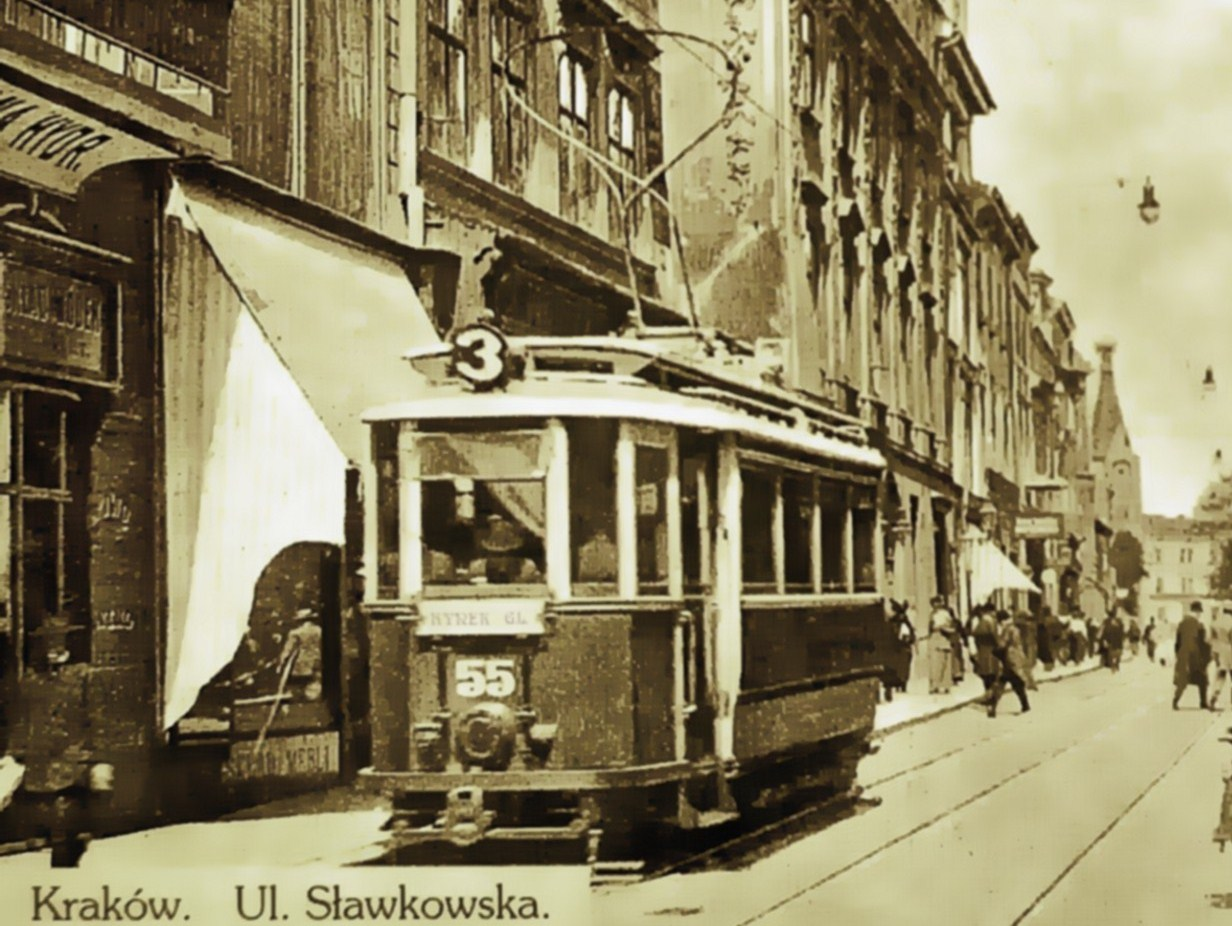
Sanok SN1 na ul. Sławkowskiej w Krakowie, 1914

Sanok SN1 – oznaczenie tramwaju elektrycznego wytwarzanego w latach 1912–1936 w zakładach w Sanoku i Grazu i eksploatowanego w Krakowie.

## Konstrukcja
Wagony typu SN1 to jednoczłonowe, dwustronne i dwukierunkowe wozy silnikowe. Drewniane pudło wagonu osadzono na dwuosiowym podwoziu resorowanym piórowo i sprężynowo. Tramwaj posiada hamulec elektryczny i ręczny, a zasilanie zapewnia odbierak lirowy (obecnie zastąpiony pantografem skrzynkowym). Maksymalna prędkość pojazdu wynosi 40 km/h. 
Wewnątrz umieszczono dwa przedziały (oddzielone przesuwanymi drzwiami) z podłużnymi ławkami: w klasie pierwszej pokrytymi skórzanym obiciem, w klasie drugiej drewniane. Podział na klasy zlikwidowany został w latach 20. XX wieku. Obniżone pomosty oddzielone zostały przesuwanymi drzwiami od części pasażerskiej.

## Wersje
Wagony produkowane były w trzech seriach: dwie pierwsze w Sanoku, natomiast ostatnia w Grazu. Różniły się one szczegółami budowy. Łącznie wyprodukowano 40 sztuk, które w Krakowie nosiły numerację 31-70.
Oprócz wagonów silnikowych we własnych warsztatach wyprodukowano także w latach 1912–1920 serię 20 doczep PN1.

## Eksploatacja
Wagony SN1 (S – silnikowy, N – normalnotorowy) były pierwszymi normalnotorowymi (rozstaw szyn 1435 mm) tramwajami eksploatowanymi w Krakowie. W trakcie eksploatacji w latach 1928–1936 przebudowywano na wagony silnikowe także 6 doczep PN1. Ostatecznie tramwaje SN1 zostały wycofane w 1969 (ostatnie jeździły na linii "11" Łagiewniki-Rakowice), a w roku 1995 dla celów muzealnych zrekonstruowano z trzech ocalałych wozów tego typu jeden wagon i nadano mu nr 37. Uczestniczy on w przejazdach okolicznościowych. W 1938 rozpoczęły swą eksploatację SN2 i PN2.
Wagony SN1 zwane były w Krakowie grackimi (od miasta Graz), natomiast doczepy PN1 nazywano wiatrówkami (miały otwarte pomosty).